# Abraxas martaria
Abraxas martaria là một loài bướm đêm thuộc họ Geometridae. Nó được Guenée miêu tả năm 1857. Loài này có ở miền bắc Ấn Độ.